# 30 февраля
30 февраля — вымышленная календарная дата. По григорианскому календарю в феврале насчитывается 28 дней (в високосном году — 29 дней). Исключение имело место в Швеции, когда в 1712 году, в целях корректировки календаря, в феврале, помимо 29-го, также назначили и 30-е число.

## 30 февраля 1712 года в Швеции
В 1699 году в Шведском королевстве (которое в то время включало и Финляндию) решили перейти с юлианского календаря на григорианский. Однако шведы не стали сдвигать календарь на 11 накопившихся к тому времени дней вперёд, а решили делать переход постепенно, пропуская високосные года в течение 40 лет, то есть все эти годы после 28 февраля должно было идти 1 марта и каждые 4 года они на один день приближались бы к григорианскому календарю. Таким образом, 1700 год был невисокосным годом в Швеции. Однако, несмотря на принятый план, 1704 и 1708 годы были високосными. Из-за этого в течение 11 лет шведский календарь опережал на один день юлианский календарь, но отставал на десять дней от григорианского. В 1711 году король Карл XII решил отказаться от реформы календаря и вернуться к юлианскому календарю. Для этого в 1712 году в феврале были добавлены два дня и, таким образом, в Швеции в 1712 году было 30 февраля. Окончательно Швеция перешла на григорианский календарь в 1753 году обычным для всех стран способом — день, следующий за 17 февраля, объявили 1 марта.

## Несуществовавшее 30 февраля в 1930 и 1931 годах в СССР
В 1929 году в СССР предлагалось ввести советский революционный календарь, где каждая неделя имела бы пять дней (пятидневки) и каждый месяц длился бы 30 дней, или ровно шесть недель. Оставшиеся 5 или 6 дней становились так называемыми «безмесячными каникулами».
Советский революционный календарь действительно использовался в 1930 и 1931 годах, но 30 февраля в нём не было.
Исходя из того, что каждый месяц должен был состоять из тридцати дней, в некоторых источниках делается вывод, что в Советском Союзе в 1930 и 1931 годах якобы существовало 30 февраля. В действительности это предложение было отвергнуто.

## Цитаты
- Николай Гоголь: «Февруарий тридцатый» («Записки сумасшедшего»).
- Джордж Буш младший: «Эти числа бюджета — не только прикидки, это фактические результаты финансового года, который закончился 30 февраля»[3] (англ. These budget numbers are not just estimates, these are the actual results for the fiscal year that ended February the 30th.)
- Игорь Губерман: «Не знаю, как по Божьей смете должна сгореть моя спираль, но я бы выбрал датой смерти число тридцатое, февраль»[4].